# Mednarodna agencija za jedrsko energijo
Mednárodna agencíja za jêdrsko energijo (angleško International Atomic Energy Agency, kratica IAEA), je bila ustanovljena kot avtonomna organizacija 29. julija 1957 z namenom širjenju zamisli o miroljubni rabi jedrske energije in neširjenju jedrskega orožja. Pobudo za ustanovitev takega telesa je dal predsednik ZDA Dwight Eisenhower v svojem govoru »Atoms for Peace« pred generalno skupščino OZN leta 1953. Mednarodni agenciji za jedrsko energijo je bila obenem z njenim nekdanjim predsednikom Mohamedom El Baradejem podeljena Nobelova nagrada za mir za leto 2005.